# 海德克
海德克是德国巴伐利亚州的一个市镇。总面积58.64平方公里，據2011年12月31日人口普查結果，當地总人口為4632人，其中男性2344人，女性2288人，人口密度79人/平方公里。